# Peñalver
Peñalver es un municipio y localidad española de la provincia de Guadalajara, en la comunidad autónoma de Castilla-La Mancha. El término municipal, ubicado en la comarca de la Alcarria, tiene una población de 181 habitantes (INE 2024).

## Geografía
Integrado en la comarca de La Alcarria, se sitúa a 34 km de la capital provincial. El término municipal está atravesado por la carretera nacional N-320, entre los pK 240 y 244, y por una carretera local que se dirige hacia Irueste.
El relieve del municipio es predominantemente llano, típicamente alcarreño, destacando el pequeño valle del arroyo de la Vega. En el Alto de Peñalver (980 m) se encuentra la Cueva de los Hermanicos. La altitud sobre el nivel del mar oscila entre los 1024 m al noreste y los 840 m a orillas del arroyo. El pueblo se encuentra a la altura de 935 m sobre el nivel del mar. Limita con los términos municipales de Irueste, Yélamos de Abajo, San Andrés del Rey, Romanones, Berninches, Tendilla y Fuentelencina.

## Historia
La Orden de San Juan, también conocida como Orden Hospitalaria, señoreó sobre la población por donación del rey Alfonso VIII a finales del siglo XII. De ella queda la cruz que engalana el actual escudo municipal. Su castillo fue cabeza de la Encomienda de la Orden Militar de San Juan hasta el siglo XVI. Después perteneció a la familia García Juárez de Carvajal.
Cuenta la tradición que, hacia el año 1226, dos caballeros de esa Orden Militar, estando de caza en un monte entre Tendilla y Peñalver, fueron sorprendidos por una enorme tempestad, tan virulenta, que temiendo por su vida se vieron en la necesidad de protegerse en el bosque e i denvocar a la Virgen, que se les apareció en lo alto de un sauce y les salvó de la tormenta. Los caballeros fundaron en aquel paraje una ermita dedicada a la Virgen de la Salceda, que con el devenir del tiempo y por fundación del franciscano fray Pedro de Villacreces, se transformó a finales del siglo XIV en el monasterio de padres menores observantes de San Miguel de la Salceda, hoy en ruinas, y donde profesaron san Diego de Alcalá y Francisco Ximénez de Cisneros.
Durante la Guerra Civil, la tarde-noche del 8 de enero de 1937, Peñalver sufrió un bombardeo de la aviación de los llamados nacionales que causó 15 muertos.
El Diccionario geográfico-estadístico-histórico de España y sus posesiones de Ultramar, de Pascual Madoz, describe Peñalver como sigue:

PEÑALVÉR; v. con ayunt. en la prov. de Guadalajara (4 leg.), part. jud. de Pastrana (3), aud. terr. de Madrid (14), c. g. de Castilla la Nueva, dióc. de Toledo (26). SIT. en un un valle al pie de un cerro, con exposición al N. y atravesada por un arroyo; su CLIMA es frió, y las enfermedades mas comunes, reumas y afecciones catarrales: tiene 236 CASAS; la consistorial, cárcel, posada, una casa hospital sin mas fondos que los alquileres de la misma, un pósito con el fondo de 220 fan. de trigo, escuela de instrucción primaria frecuentada por 59 alumnos, á cargo de un maestro dotado con 1,400 rs. y 30 fan. de trigo; una ermita (Ntra. Sra. de la Zarza), una igl. parr. (Sta. Eulalia de Mérida) servida por un cura de nombramiento real, previo concurso, dos beneficiados de provisión de las Recogidas de Madrid, otro que nombraba el monast. de Villaviciosa y un capellán de sangre. El TÉRM. confina con los de Yrueste, Yelamos de abajo, Berlinches, Fuentelaencina y Tendilla; dentro de él se encuentran tres fuentes de buenas aguas, dos ermitas (el Santo Cristo de la Paz y S. Roque) y el conv. arruinado de frailes franciscanos, titulado de Ntra. Sra. de la Salceda. El TERRENO quebrado y áspero, es flojo, pedregoso y de mediana calidad, le fertiliza en parte el arroyo qué cruza por la v., al que se reúnen las aguas de las fuentes mencionadas; hay 4 montes poblados de robles, chaparros y otras matas bajas. CAMINOS: los locales, de herradura y en mal estado, por la escabrosidad del terreno. CORREO: se recibe y despacha en la estafeta de Tendilla por un peatón. PROD.: trigo puro, tranquillón, cebada, avena, vino, aceite, patatas, judías, lentejas, almortas, alazor, miel, leñas de combustible y carboneo buenos pastos con los que se mantiene ganado lanar, cabrío, y vacuno, mular y asnal; abunda la caza de conejos, liebres, perdices algún corzo, y animales dañinos como lobos y zorras; hay pesca de cangrejos, anguilas y algunos peces pequeños. IND.: la agrícola, un molino harinero y otro aceitero, tejido de lienzos ordinarios de cáñamo, el carboneo y la arriería á la que se dedican algunos vecinos. COMERCIO: exportación del sobrante de frutos, ganado y lana, é importación de los art. de consumo que faltan. POBL.: 197 vec., 527 alm. CAP.PROD.: 3.371,250 rs. IMP.: 269,700. CONTR.: 14,990. Es célebre el nombre de esta pobl. en las crónicas españolas á causa del prodigio que se cuenta haber ocurrido en ella el año 1459, vaticinando un niño do tres años, según Mariana, y de tres meses, según la crónica manuscrita del rey D. Enrique, los males que habían de afligir á la nación.

Tras las elecciones locales de 2019 José Ángel Parra Mínguez fue elegido alcalde y su legislatura finalizó en el año 2023. En ese año se celebraron nuevas elecciones y salió elegida como alcaldesa Yolanda Escolar de la Fuente.

## Demografía
Peñalver cuenta con una población de 181 habitantes (INE 2024).
| Gráfica de evolución demográfica de Peñalver entre 1842 y 2021                                                      |
| |
| Población de derecho según los censos de población del INE Población de hecho según los censos de población del INE |

## Economía
Entre las actividades económicas del lugar se encuentran la agricultura (trigo y cebada) y la apicultura, destacando la calidad de su miel en sus diversas variedades.

## Lugares de interés

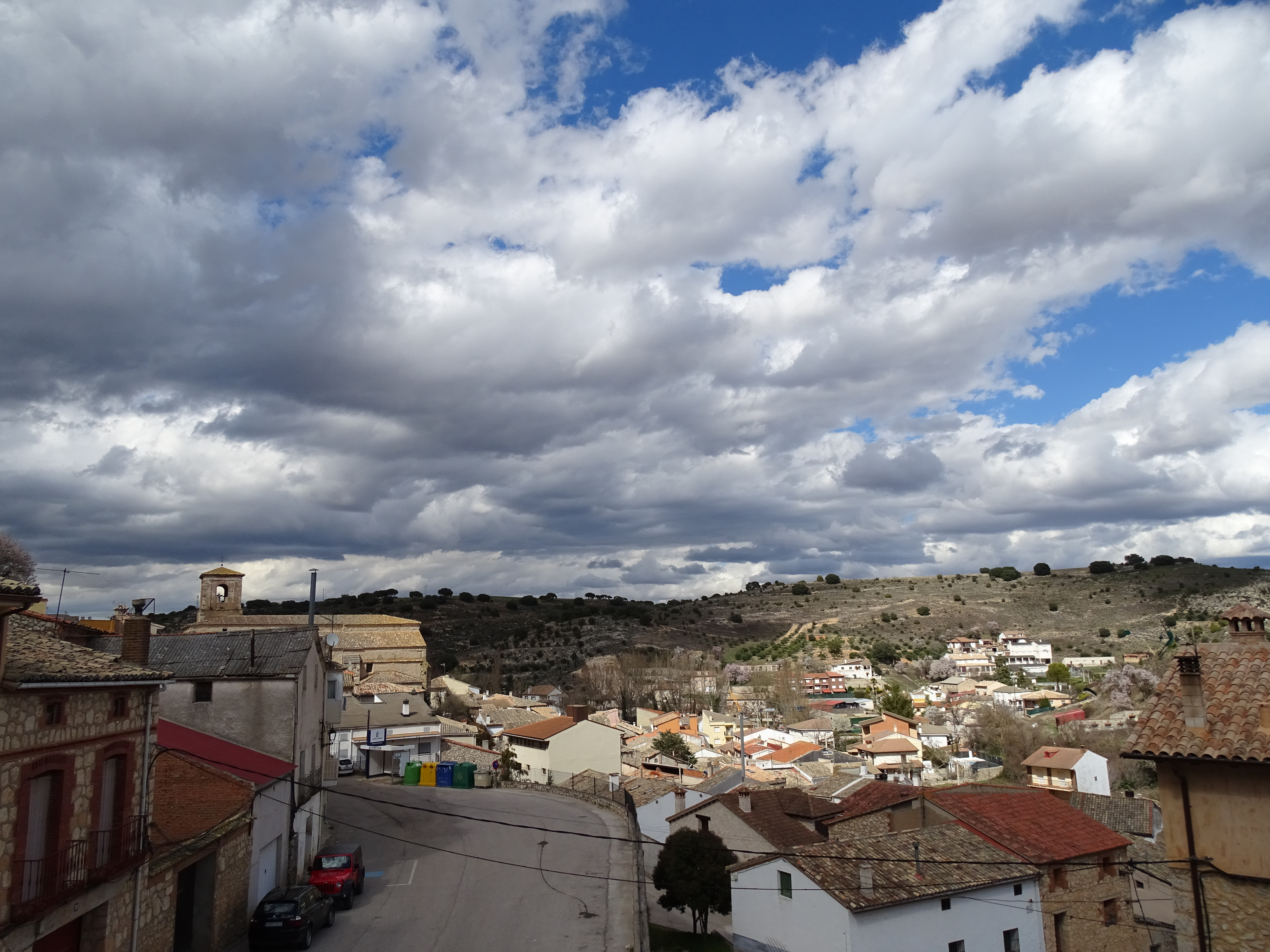
Vista del pueblo desde un balcón de Peñalver

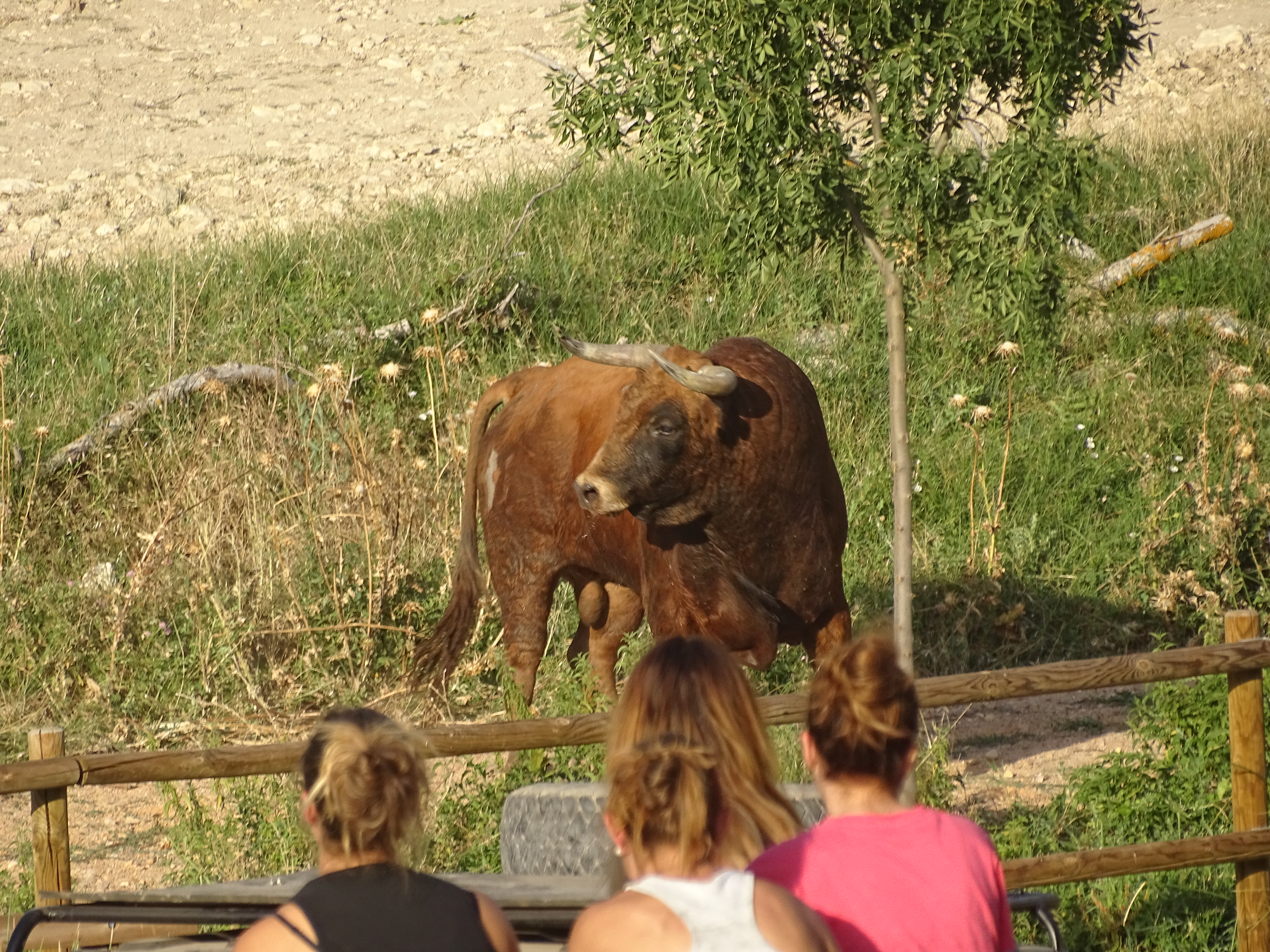
Encierro en 2017

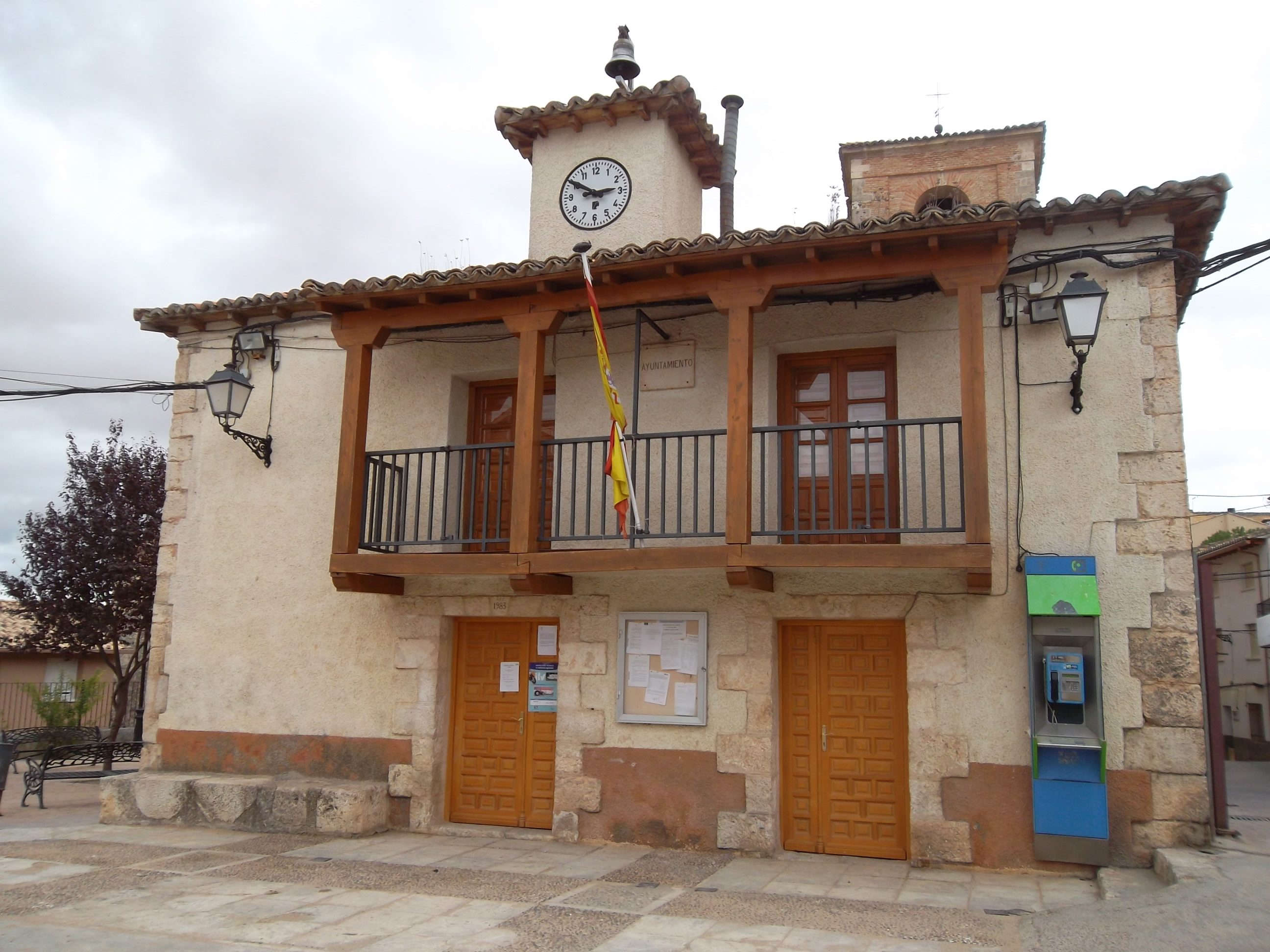
Casa consistorial y panadería

- Iglesia de Santa Eulalia de Mérida[4]
- Ruinas del monasterio franciscano de la Salceda
- El castillo, en lo alto del pueblo, del que solo quedan vestigios y hoy es el lugar del actual cementerio.[6]
- Ermita de San Roque
- Ermita de El Cristo
- La Picota
- El Museo de la Miel
- Cueva de los Hermanicos
- Merendero de la Pecadora
- El Vallejo
- La peña Melera
- La Mocara
- La Cuesta de Piedra
- Las Bodegas
- El Hocino
- La Calle Mayor
- La Calle del Río
- La Fuente del Coso (el Pilón)
- El Lavadero o Parque

## Fiestas
- Febrero - La Botarga
- Marzo - Premio «su peso en miel». Celebración relacionada con la miel, de la que es productor el pueblo de Peñalver. En el acto, se pesa mediante una romana a la celebridad elegida y se le entrega la misma medida de miel.
- 16 de agosto - Romería de San Roque. Se celebra en la cercana ermita de este santo a primera hora de la mañana, dónde después de escuchar misa en honor al santo, los feligreses cogen y degustan "La Caridad de San Roque" con su familia.
- 8 de septiembre - Fiestas patronales en honor de la Virgen de la Salceda, 8 de septiembre, con la celebración de encierros por el campo los días 9, 10 y 11 de septiembre y por las calles los días 10 y 11, concursos varios, verbenas populares en la plaza de la villa, durante 6 días (del 7 al 12 de septiembre) y la inexcusable presencia de las Peñas, motor de la mayoría de las celebraciones.

## Ayuntamiento
En las elecciones locales de 2023, el Partido Popular obtuvo los 5 concejales de Peñalver. 
Yolanda Escolar de la Fuente (PP), es la alcaldesa desde el 17 de junio de 2023.
| Elecciones municipales del 26 de mayo de 2019 |       |         |            |
| Partido                                       | Votos | %       | Concejales |
| Partido Popular                               | 140   | 61,40 % | 5          |
| Partido Socialista Obrero Español             | 20    | 8,77 %  | 0          |